# Helbling Verlag
Der Helbling Verlag ist ein deutschsprachiger Verlag mit Standorten in Rum/Innsbruck, Esslingen, Bern-Belp (CH), Ancona (IT) und London. Er gibt Lehr- und Lernsysteme für Musik, Grundschule und Fremdsprachen heraus. Neben einem Chorprogramm erscheinen auch Materialien für die Musikvermittlung vom Kindes- bis zum Erwachsenenalter. Nach eigenen Angaben wurde der Verlag mit einem ECHO-Klassik, „Leopold – gute Musik für Kinder“ des Verbandes Deutscher Musikschulen (VdM), Medienpreise des Verbandes Deutscher Schulmusiker (VDS), „digita – Deutscher Bildungsmedienpreis 2013“ oder „Best Edition“ des Deutschen Musikverlegerverbandes (DMV) ausgezeichnet. 
Das Verlagsportfolio enthält außerdem ein Programm für Englisch in Schule und Erwachsenenbildung. Mit dem „Helbling-Kolleg für musikpädagogische Fortbildung“ und der „Helbling Languages Academy“ besteht ein darüber hinaus ein Angebot für die Lehrerfortbildung.

## Geschichte
1946 gründete Elvira Harm den Musikverlag Helbling in Innsbruck unter Beteiligung der Schweizer Helbling Verlags-AG in Zürich. Ziel war es, Materialien für das Laienmusizieren v. a. im Bereich der Blasmusik und des Chores zu entwickeln. Darüber hinaus nahm Helbling als Subverlag auch Rechte deutscher und amerikanischer Unterhaltungsmusik in Österreich wahr.
In den frühen 1950er-Jahren erfolgte eine verstärkte Hinwendung zur Musikpädagogik und es entstanden erste Liederbücher für den Schulunterricht. Parallel zum Rückzug aus dem Bereich der Unterhaltungsmusik begann in den 1960er-Jahren der  Aufbau eines Schulbuchprogramms für Musik. Gleichzeitig wurde eine eigene Fertigung mit Druckvorstufe, Druck und Buchbinderei aufgebaut.
1965 erschien „Komm sing mit!“, ein österreichisches Schulliederbuch, das bis 2005 im Programm war und eine Gesamtauflage von mehr als 2 Millionen Exemplaren erreichte. 1972 wurde die Partnerschaft mit der Schweizer Helbling AG aufgelöst. Helbling entwickelte sich zum Schulbuchanbieter für Musik in Österreich. Parallel dazu wurde das Angebot für das Laienmusizieren (Blasmusik und Chor) sowie die Literatur für den Instrumentalunterricht ausgebaut. 1978 erfolgte der Umzug in ein eigenes Verlagsgebäude in Rum bei Innsbruck. Das Schulbuchangebot für Musik deckte alle Schularten und Jahrgangsstufen in Österreich, Deutschland und der Schweiz ab.
In den 1980er Jahren entstand mit dem Fachbuchprogramm zur Musikwissenschaft ein weiterer Themenschwerpunkt. Darüber hinaus wurden eigene  Musiziermaterialien für den Unterricht an Musikschulen sowie ein Programm für Musikalische Früherziehung entwickelt.
Die 1990er-Jahre waren von Umstrukturierungen geprägt. Unter anderem entwickelte sich der Musikverlag Helbling zum Anbieter vor allem von pädagogischen Materialien. Neue Schwerpunkte entstanden im Bereich des Medienverbunds bei Büchern und der Entwicklung von Lernsystemen.
1995 wurde die Fertigungseinheit geschlossen. Mit der Gründung einer GmbH 1996 ging die Leitung des Verlages an Markus Spielmann als Gesellschafter und Verleger über. Neben dem Aufbau eines  Chorprogramms wurde nun auch das Schulbuchangebot erweitert. Die Entwicklungen betrafen den Bereich Frühenglisch in Kindergärten sowie mit „Lilos Lesewelt“ das erste Schulbuch mit integrativer Verwendung von Multimedia für den Deutsch-Unterricht an Grundschulen. Mit „Playway“ entsteht das erste Lehrwerk für den Englischunterricht an Grundschulen. Dieses Lernsystem, das in ca. 50 Ländern eingesetzt wird, war der Grundstein für eine zunehmende Internationalisierung des Verlages. 
2003 baute Alwin Wollinger einen weiteren Verlagsstandort in Esslingen a. N. auf, der 2009 zur eigenständigen GmbH wurde. Programmschwerpunkt ist die Musikpädagogik von der Musikalischen Früherziehung bis zur Sekundarstufe II. 2011 erschien das Lehrwerk "MusiX", das sich in der Folge zu einem Unterrichtswerk für den schulischen Musikunterricht entwickelte. 
Weitere Standorte entstanden 2004 in Ancona (Italien) und 2012 in Bern-Belp (Schweiz). Helbling hat derzeit ca. 180 Mitarbeiter.

## Auszeichnungen
- Echo Klassik (für die CDs Des Kaisers Nachtigall und Der Feuervogel),
- „Leopold – gute Musik für Kinder“ des Verbandes Deutscher Musikschulen,
- Medienpreise des Verbandes Deutscher Schulmusiker (VDS),
- digita – Deutscher Bildungsmedienpreis[1],
- Best Edition des Deutschen Musikverlegerverbandes (DMV),
- Language Learner Liturature Award.